# Pleasant Grove (Utah)
Pleasant Grove ist eine Stadt im Utah County im US-Bundesstaat Utah. Sie liegt auf dem Ostufer des Utah Lake unterhalb des Mount Tamalpais der Wasatch Mountains und hat 37.726 Einwohner (Stand: Volkszählung 2020). Die Stadt gehört zu den ursprünglichen Ortschaften bei der Besiedelung des Utah Valley und ist heute Teil der Agglomeration auf dem Ostufer des Utah Lake und zählt daher zur Orem/Provo-Metropolregion.

## Geschichte
Das Tal des Utah Lake war ursprünglich Streifgebiet der namensgebenden Ute-Indianer. Am Ort des späteren Pleasant Grove kam es 1849 zum ersten, kleinen Gefecht zwischen den Ute und Mormonischen Pionieren, die im Auftrag der Kirche Jesu Christi der Heiligen der Letzten Tage (Mormonen) von Salt Lake City aus die Region erkundeten. Daher wurde die Region nach einem kleinen Wasserlauf als Battle Creek bezeichnet.
Im Sommer 1850 entsandte Brigham Young im Namen der Kirche drei Familien, William H. Adams, John Mercer und Philo T. Farnsworth an den Battle Creek mit dem Auftrag, dort Farmen zu errichten. Sie errichteten ihre ersten Hütten in einem Wäldchen (engl: grove), das zwischen Bergen und See an einem angenehmen (engl.: pleasant) Ort stand. Ihre kleine Siedlung wurde noch im Herbst 1850 durch weitere Siedler ergänzt. 1853 errichteten die Siedler eine zwei Meter hohe Befestigungsmauer um ihre Siedlung, um die Häuser gegen die Indianer zu schützen. Die Eckpunkte der Mauer sind heute als Denkmäler markiert. Kurz darauf kam es im Walker Indian War zu einzelnen Kampfhandlungen, in deren Verlauf die Siedler sich gewaltsam gegen die ursprünglichen Bewohner durchsetzten. In der Folge wuchs die Siedlung wie die Bevölkerung des ganzen Utah Valleys und schon am 18. Januar 1855 wurde Pleasant Grove mit 623 Einwohnern als Gemeinde amtlich eingetragen. Zwischen 1870 und 1890 zog der Ort Einwanderer aus Skandinavien an. Dort hatte seit Mitte des Jahrhunderts eine Missionierungswelle der Kirche Jesu Christi stattgefunden und viele der neuen Mormonen wanderten nach Utah aus. Etwa ein Drittel der Einwohner von Pleasant Grove war damals skandinavischer Herkunft.
Der Ort war rein landwirtschaftlich geprägt. Der lockere Boden unterhalb der Berge eignete sich besonders für Obstplantagen, der schwere Sandboden am Seeufer wurde erst später genutzt, für Kartoffeln und Zuckerrüben. Für letztere entstand noch vor 1900 in Lehi am Nordufer des Sees die erste Zuckerfabrik der Region. Die ersten gewerblichen Unternehmen waren zwei Sägewerke und mehrere Baufirmen, darunter zwei Tiefbauunternehmen, die sich Anfang des 20. Jahrhunderts auf die Anlage von Wasserversorgungen für die Gemeinden im Tal und der weiteren Region spezialisierten.
Pleasant Grove profitierte ab 1915 vom Bau der Eisenbahnlinie der Union Pacific Railroad und der Ansiedlung einer Konservenfabrik an der Bahn. Damit wurde der Anbau von Gemüse weit über den Eigenbedarf der Region möglich. Mit der Verbreitung der Kältemaschine spezialisierte sich Pleasant Grove weiter und die Stadt bezeichnete sich bald als die Erdbeer-Stadt in Utah und hält bis heute ein den Früchten gewidmetes jährliches Fest, die Strawberry Days, ab.
1924 wurde der südliche Teil des Gemeindegebietes, das bislang als Southfield bezeichnet wurde, als Lindon zur selbständigen Gemeinde erhoben. Die Region blieb aber noch bis zum Zweiten Weltkrieg landwirtschaftlich geprägt. Als erster großer Industriebetrieb wurde während des Krieges ein Stahlwerk am Seeufer südlich von Pleasant Grove, im heutigen Vineyard errichtet. Es bot auch Arbeitsplätze für die Bevölkerung von Pleasant Grove.

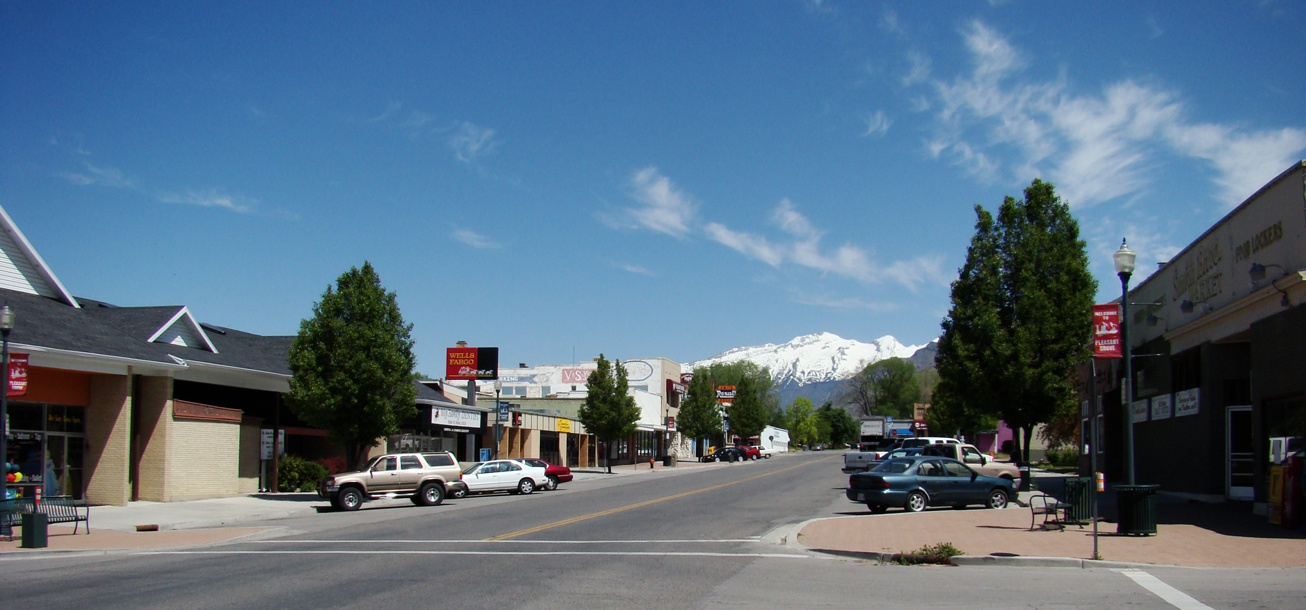
Blick von Pleasant Grove Richtung Mount Tamalpais

## Pleasant Grove heute
Nach dem Krieg wandelte sich der Ort langsam von der agrarischen Orientierung zur Vorstadt der größeren Siedlungen, insbesondere Provo gut zehn Kilometer südlich. Der Trend beschleunigte sich in den 1990er Jahren, inzwischen ist nahezu das gesamte Gemeindegebiet unterhalb der Berge mit Einfamilienhaussiedlungen bebaut. Gewerbeflächen und Flächenreserven gibt es noch in der Uferebene.
Pleasant Grove liegt wirtschaftlich etwas unter dem Durchschnitt der Region, das Median-Haushaltseinkommen lag im Jahr 2000 bei $52.000, während es im ganzen Utah County $56.750 erreichte. Auch die formale Bildung war mit 28 % der Bevölkerung mit College-Abschluss zwar nahezu identisch mit dem Durchschnitt der Vereinigten Staaten, lag aber unter dem Schnitt des überdurchschnittlich gebildeten Countys von 34,7 %.
Die Stadt ist im Süden mit Lindon, im Westen mit American Fork und im Norden mit Cedar Hills zusammengewachsen. Der Ort wird in Nord-Süd-Richtung erschlossen durch den Interstate-Highway 15 am Seeufer und den parallel verlaufenden U.S. Highway 89 im Siedlungsbereich.
Die Stadt ist Sitz der Firma Fortem Inc., die den Drohnenjäger Dronehunter 700 entwickelt hat, der im Ukraine-Krieg im Kampf gegen die iranischen Shahed-Drohnen zum Einsatz kommt.

## Strawberry Days
Die Strawberry Days (zu dt. "Erdbeer-Tage") sind eine jährlich in Pleasant Grove stattfindende Sommerveranstaltung, die auch zugleich die älteste in ganz Utah ist. Die Stadt richtet die Veranstaltung gewöhnlich in der dritten Juniwoche aus. Darbietungen wie ein Rodeo, Paraden, Wettbewerbe und ein Karneval gestalten das Fest, das zahlreiche Teilnehmer und Zuschauer aus dem Westen der USA anzieht. Der kostenlose Verzehr von Erdbeeren ist Teil des Programms. Obwohl in Pleasant Grove keine Erdbeeren mehr wachsen, stammt der Name aus einer früheren Zeit, in der Erdbeeren ein wichtiger Wirtschaftsfaktor in der Stadt waren. Die ersten "Strawberry Days" fanden in der zweiten Juniwoche 1921 statt. Organisator war der Wasatch Club, ein Vorreiter der Chamber of Commerce.

## Söhne und Töchter der Stadt
- D. Todd Christofferson (* 1945), Apostel der Kirche Jesu Christi der Heiligen der Letzten Tage